# Chazaliella rotundifolia
Chazaliella rotundifolia är en måreväxtart som först beskrevs av Ronald D'Oyley Good, och fick sitt nu gällande namn av Ernest Marie Antoine Petit och Bernard Verdcourt. Chazaliella rotundifolia ingår i släktet Chazaliella och familjen måreväxter.
Artens utbredningsområde är Cabinda. Inga underarter finns listade i Catalogue of Life.